# Церитиніб
Церитиніб (INN: Ceritinib) — це рецептурний інгібітор кінази анапластичної лімфоми (ALK), який використовується для лікування недрібноклітинного раку легені (НДРЛ). Ця діюча речовина входить до препарату Зікадія, який у квітні 2014 року дозволило застосовувати Управління з продовольства і медикаментів США (FDA).

## Розробка
Гібридний ген ALK вперше було виявлено у 1994 році Стівом Морісом. У 1997 році ALK було повністю секвеновано. Згодом Novartis Pharmaceuticals Corporation почала розробку таргетних інгібіторів ALK. У квітні 2014 року FDA за прискореною процедурою надала дозвіл на застосування церитиніба у хворих з ALK-позитивним НДРЛ, у яких відзначалася непереносимість кризотонібу (препарат Xalkori компанії Pfizer) або прогресія хвороби.

### АТС-класифікація
До початку 2021 року за АТС-класифікацією Церитиніб класифікувався як L01XE28. З 2021 року код ATC діючої речовини — L01ED02.

## Фармакологія
Церитиніб пригнічує мутований білок ALK, який набув онкогенної форми, та зупиняє прогресування НДРЛ. Препарат підходить лише пацієнтам з мутацією ALK. Кандидати для лікування визначаються тестом VENTANA ALK (D5F3) CDx Assay компанії Roche.

### Протипоказання та побічні дії
Підвищена чутливість до компонентів препарату.
Серйозні побічні дії включають токсичну дію на шлунково-кишковий тракт, гепатотоксичність, інтерстиціальне захворювання легень, синдром подовженого інтервалу QT, гіперглікемію, брадикардію, панкреатит.
Найчастіші побічні ефекти: діарея, нудота, підвищення рівня печінкових ферментів, блювання, біль у животі, загальна слабкість, зниження апетиту, закрепи.

## Зовнішнє посилання
- Zykadia Official Web Site [Архівовано 12 червня 2021 у Wayback Machine.]